# سفپیمیزول
سفپیمیزول(به انگلیسی: Cefpimizole) (INN) یک آنتی‌بیوتیک سفالوسپورینی نسل سوم است. 